# Owczary (Baja Silesia)
Owczary [pronunciación en polaco: /ɔfˈt͡ʂarɨ/] es un pueblo en el distrito administrativo de Gmina Oława, dentro del condado de Oława, Voivodato de Baja Silesia, en el suroeste de Polonia. Antes de 1945 estuvo en Alemania. Se encuentra a unos 12 kilómetros sur de Oława y 38 kilómetros al sureste de la capital regional Breslavia.